# 62e cérémonie des British Academy Film Awards
Pour la cérémonie des BAFTAs récompensant la télévision, voir la 56e cérémonie des British Academy Television Awards.
La 62e cérémonie des British Academy Film Awards, organisée par la British Academy of Film and Television Arts, s'est déroulée le 8 février 2009 au Royal Opera House et a récompensé les films sortis en 2008.

## Palmarès

### Meilleur film
- Slumdog Millionaire
  - L'Étrange Histoire de Benjamin Button (The Curious Case of Benjamin Button)
  - Frost/Nixon
  - Harvey Milk
  - The Reader

### Meilleur film britannique
Alexander Korda Award.
- Le Funambule (Man on Wire)
  - Bons baisers de Bruges (In Bruges)
  - Hunger
  - Mamma Mia ! (Mamma Mia!)
  - Slumdog Millionaire

### Meilleur réalisateur
- Danny Boyle pour Slumdog Millionaire
  - Clint Eastwood pour L'Échange (Changeling)
  - David Fincher pour L'Étrange Histoire de Benjamin Button (The Curious Case of Benjamin Button)
  - Ron Howard pour Frost/Nixon
  - Stephen Daldry pour The Reader

### Meilleur acteur
- Mickey Rourke pour le rôle de Randy "The Ram" Robinson dans The Wrestler
  - Frank Langella pour le rôle de Richard Nixon dans Frost/Nixon
  - Dev Patel pour le rôle de Jamal Malik dans Slumdog Millionaire
  - Sean Penn pour le rôle d'Harvey Milk dans Harvey Milk
  - Brad Pitt pour le rôle de Benjamin Button dans L'Étrange Histoire de Benjamin Button (The Curious Case of Benjamin Button)

### Meilleure  actrice
- Kate Winslet pour le rôle d'Hanna Schmitz dans The Reader
  - Angelina Jolie pour le rôle de Christine Collins dans L'Échange (Changeling)
  - Kristin Scott Thomas pour le rôle de Juliette Fontaine dans Il y a longtemps que je t'aime
  - Meryl Streep pour le rôle de la sœur Aloysious Beauvier dans Doute  (Doubt)
  - Kate Winslet pour le rôle d'April Wheeler dans Les Noces rebelles (Revolutionary Road)

### Meilleur acteur dans un second rôle
- Heath Ledger pour le rôle du Joker dans The Dark Knight : Le Chevalier noir (The Dark Knight)
  - Robert Downey Jr. pour le rôle de Kirk Lazarus dans Tonnerre sous les tropiques (Tropic Thunder)
  - Brendan Gleeson pour le rôle de Ken dans Bons baisers de Bruges  (In Bruges)
  - Philip Seymour Hoffman pour le rôle du père Brendan Flynn dans Doute (Doubt)
  - Brad Pitt pour le rôle de Chad Feldheimer dans Burn After Reading

### Meilleure actrice dans un second rôle
- Penélope Cruz pour le rôle de María Elena dans Vicky Cristina Barcelona
  - Amy Adams pour le rôle de la sœur James dans Doute (Doubt)
  - Freida Pinto pour le rôle de Latika dans Slumdog Millionaire
  - Tilda Swinton pour le rôle de Katie Cox dans Burn After Reading
  - Marisa Tomei pour le rôle de Pam / Cassidy dans The Wrestler

### Meilleur scénario original
- Bons baisers de Bruges (In Bruges) – Martin McDonagh
  - Burn After Reading – Joel et Ethan Coen
  - L'Échange (Changeling) – Joseph Michael Straczynski
  - Il y a longtemps que je t'aime – Philippe Claudel
  - Harvey Milk – Dustin Lance Black

### Meilleur scénario adapté
- Slumdog Millionaire – Simon Beaufoy
  - L'Étrange Histoire de Benjamin Button (The Curious Case of Benjamin Button) – Eric Roth
  - Frost/Nixon – Peter Morgan
  - Les Noces rebelles (Revolutionary Road) – Justin Haythe
  - The Reader – David Hare

### Meilleure direction artistique
- L'Étrange Histoire de Benjamin Button (The Curious Case of Benjamin Button) – Donald Graham Burt et Victor J. Zolfo
  - The Dark Knight : Le Chevalier noir (The Dark Knight) – Nathan Crowley et Peter Lando
  - L'Échange (Changeling) – Gary Fettis et James J. Murakami
  - Les Noces rebelles (Revolutionary Road) – Debra Schutt et Kristi Zea
  - Slumdog Millionaire – Michelle Day et Mark Digby

### Meilleurs costumes
- The Duchess
  - L'Échange (Changeling)
  - L'Étrange Histoire de Benjamin Button (The Curious Case of Benjamin Button)
  - The Dark Knight : Le Chevalier noir (The Dark Knight)
  - Les Noces rebelles (Revolutionary Road)

### Meilleurs maquillages et coiffures
- L'Étrange Histoire de Benjamin Button (The Curious Case of Benjamin Button)
  - The Dark Knight : Le Chevalier noir (The Dark Knight)
  - The Duchess
  - Frost/Nixon
  - Harvey Milk

### Meilleure photographie
- Slumdog Millionaire – Anthony Dod Mantle
  - L'Échange (Changeling) – Tom Stern
  - L'Étrange Histoire de Benjamin Button (The Curious Case of Benjamin Button) – Claudio Miranda
  - The Dark Knight : Le Chevalier noir (The Dark Knight) – Wally Pfister
  - The Reader – Roger Deakins et Chris Menges

### Meilleur montage
- Slumdog Millionaire[1] – Chris Dickens
  - Bons baisers de Bruges (In Bruges) – Jon Gregory (en)
  - The Dark Knight : Le Chevalier noir (The Dark Knight) – Lee Smith
  - L'Échange (Changeling) – Joel Cox et Gary D. Roach
  - L'Étrange Histoire de Benjamin Button (The Curious Case of Benjamin Button) – Kirk Baxter et Angus Wall
  - Frost/Nixon – Daniel P. Hanley et Mike Hill

### Meilleurs effets visuels
- L'Étrange Histoire de Benjamin Button (The Curious Case of Benjamin Button)
  - The Dark Knight : Le Chevalier noir (The Dark Knight)
  - Indiana Jones et le Royaume du crâne de cristal (Indiana Jones and the Kingdom of the Crystal Skull) – Pablo Helman, Marshall Richard Krasser et Steve Rawlins
  - Iron Man
  - Quantum of Solace

### Meilleur son
- Slumdog Millionaire – Glenn Freemantle, Resul Pookutty, Richard Pryke, Tom Sayers et Ian Tapp
  - The Dark Knight : Le Chevalier noir (The Dark Knight)
  - L'Échange (Changeling)
  - Quantum of Solace
  - WALL-E

### Meilleure musique de film
- Slumdog Millionaire – Allah Rakha Rahman
  - L'Étrange Histoire de Benjamin Button (The Curious Case of Benjamin Button) – Alexandre Desplat
  - The Dark Knight : Le Chevalier noir (The Dark Knight) – James Newton Howard et Hans Zimmer
  - Mamma Mia ! (Mamma Mia! The Movie) – Benny Andersson et Björn Ulvaeus
  - WALL-E – Thomas Newman

### Meilleur film en langue étrangère
- Il y a longtemps que je t'aime •  France/ Allemagne (en français)
  - La Bande à Baader (Der Baader Meinhof Komplex) •  Allemagne/ France/ République tchèque (en allemand, français, suédois)
  - Gomorra •  Italie (en italien)
  - Persepolis •  France (en français, persan, allemand)
  - Valse avec Bachir (ואלס עם באשיר) •  Israël (en hébreu, arabe, allemand)

### Meilleur film d'animation
- WALL-E
  - Persepolis
  - Valse avec Bachir (ואלס עם באשיר)

### Meilleur court-métrage
- September – Esther Campbell
  - Kingsland #1 The Dreamer – Tony Grisoni
  - Love You More – Sam Taylor-Wood
  - Ralph – Alex Winckler
  - Voyages d'affaires – Sean Ellis

### Meilleur court-métrage d'animation
- Wallace et Gromit : Sacré Pétrin (Wallace and Gromit in 'A Matter of Loaf and Death') – Nick Park'
  - Codswallop – Greg McLeod et Myles McLeod
  - Varmints – Marc Craste

### Meilleur nouveau scénariste, réalisateur ou producteur britannique
Carl Foreman Award.
- Steve McQueen – Hunger (réalisateur/scénariste)
  - Simon Chinn – Le Funambule (Man on Wire) (producteur)
  - Judy Craymer – Mamma Mia ! (Mamma Mia!) (producteur)
  - Garth Jennings – Le Fils de Rambow (Son of Rambow) (scénariste)
  - Roy Boulter et Solon Papadopoulos  – Of Time and the City (producteurs)

### Meilleure contribution au cinéma britannique
- Les Pinewood Studios et les Shepperton Studios

### Rising Star Award
Meilleur espoir. Résulte d'un vote du public.
- Noel Clarke
  - Toby Kebbell
  - Rebecca Hall
  - Michael Fassbender
  - Michael Cera

### Fellowship Award
Prix d'honneur de la BAFTA, récompense la réussite dans les différentes formes du cinéma.
- Terry Gilliam
- Nolan Bushnell
- Dawn French
- Jennifer Saunders

## Récompenses et nominations multiples

### Nominations multiples

#### Films
11  : Slumdog Millionaire, L'Étrange Histoire de Benjamin Button
 9  : The Dark Knight : Le Chevalier noir
 8  : L'Échange
 6  : Frost/Nixon
 5  : The Reader
 4  : Bons baisers de Bruges, Harvey Milk, Les Noces rebelles
 3  : Burn After Reading, Doute, Il y a longtemps que je t'aime, Mamma Mia !, WALL-E
 2  : The Duchess, Quantum of Solace, Hunger, The Wrestler, Persepolis, Valse avec Bachir

#### Personnalités
2  : Brad Pitt, Kate Winslet

### Récompenses  multiples
Légende : Nombre de récompenses/Nombre de nominations

#### Films
7 / 11  : Slumdog Millionaire
 3 / 11  : L'Étrange Histoire de Benjamin Button

### Les grands perdants
0 / 8  : L'Échange
 0 / 6  : Frost/Nixon
 0 / 4  : Harvey Milk, Les Noces rebelles
 1 / 9  : The Dark Knight : Le Chevalier noir